# بیولا (کالیفرنیا)
بیولا (به انگلیسی: Biola) یک منطقهٔ مسکونی در ایالات متحده آمریکا است که در شهرستان فرسنو، کالیفرنیا واقع شده‌است. بیولا ۱٫۶۸ کیلومتر مربع مساحت و ۱٬۷۰۷ نفر جمعیت دارد و ۷۷ متر بالاتر از سطح دریا واقع شده‌است.